# İlay Yörük
İlay Yörük (* 5. November 2001) ist eine türkische Tennisspielerin.

## Karriere
Yörük begann mit sieben Jahren das Tennisspielen und spielt überwiegend Turniere auf der ITF Women’s World Tennis Tour, wo sie bislang drei Titel im Einzel und zwei Doppeltitel gewonnen hat.
Ihr erstes Profiturnier bestritt sie im Februar 2016 in Antalya. Ihr erstes Viertelfinale erreichte sie im Oktober 2016 in Sosopol, ihr erstes Halbfinale im November 2017 in Antalya. Im September und Oktober 2018 erreichte sie ihre ersten beiden Finals in Antalya und Sosopol.

## Turniersiege

### Einzel
| Nr. | Datum             | Turnier | Kategorie | Belag | Finalgegnerin        | Ergebnis      |
| --- | ----------------- | ------- | --------- | ----- | -------------------- | ------------- |
| 1.  | 30. Januar 2022   | Antalya | ITF W15   | Sand  | Claudia Hoste Ferrer | 6:2, 6:3      |
| 2.  | 18. November 2024 | Antalya | ITF W15   | Sand  | Sara Dols            | 7:64, 6:3     |
| 3.  | 8. Dezember 2024  | Antalya | ITF W15   | Sand  | Alessandra Mazzola   | 1:6, 6:0, 6:4 |

### Doppel
| Nr. | Datum           | Turnier | Kategorie | Belag | Partnerin                 | Finalgegnerinnen                  | Ergebnis         |
| --- | --------------- | ------- | --------- | ----- | ------------------------- | --------------------------------- | ---------------- |
| 1.  | 2. März 2024    | Antalya | ITF W15   | Sand  | Anja Stanković            | Alessandra Mazzola Natalija Senić | 6:3, 3:6, [10:4] |
| 2.  | 11. Januar 2025 | Antalya | ITF W15   | Sand  | Sandughasch Kenschibajewa | Mina Hodzic Marie Mettraux        | 6:4, 5:7, [10:8] |